# Sección Plan de Limón
Sección Plan de Limón är en ort i Mexiko.   Den ligger i kommunen Altotonga och delstaten Veracruz, i den sydöstra delen av landet, 220 km öster om huvudstaden Mexico City. Sección Plan de Limón ligger 821 meter över havet och antalet invånare är 150.
Terrängen runt Sección Plan de Limón är bergig söderut, men norrut är den kuperad. Sección Plan de Limón ligger nere i en dal. Runt Sección Plan de Limón är det ganska tätbefolkat, med 104 invånare per kvadratkilometer. Närmaste större samhälle är Atzalan, 16,4 km väster om Sección Plan de Limón. I omgivningarna runt Sección Plan de Limón växer i huvudsak städsegrön lövskog.